# Rio di Sant'Angelo
Il Rio di San'Angelo si trova in Sestiere di San Marco ed è il naturale prolungamento del Rio di Ca' Garzoni, proveniente dal Canal Grande.
Dal Rio di Sant'Angelo parte, immettendosi sotto la grande costruzione del convento dei frati, il Rio del Santissimo per tornare al Canal Grande all'altezza di Campo San Vio.